# Leptogenys harmsi
Leptogenys harmsi es una especie de hormiga del género Leptogenys, subfamilia Ponerinae.

## Taxonomía
Esta especie fue descrita científicamente por Donisthorpe en 1935.